# 레이오버

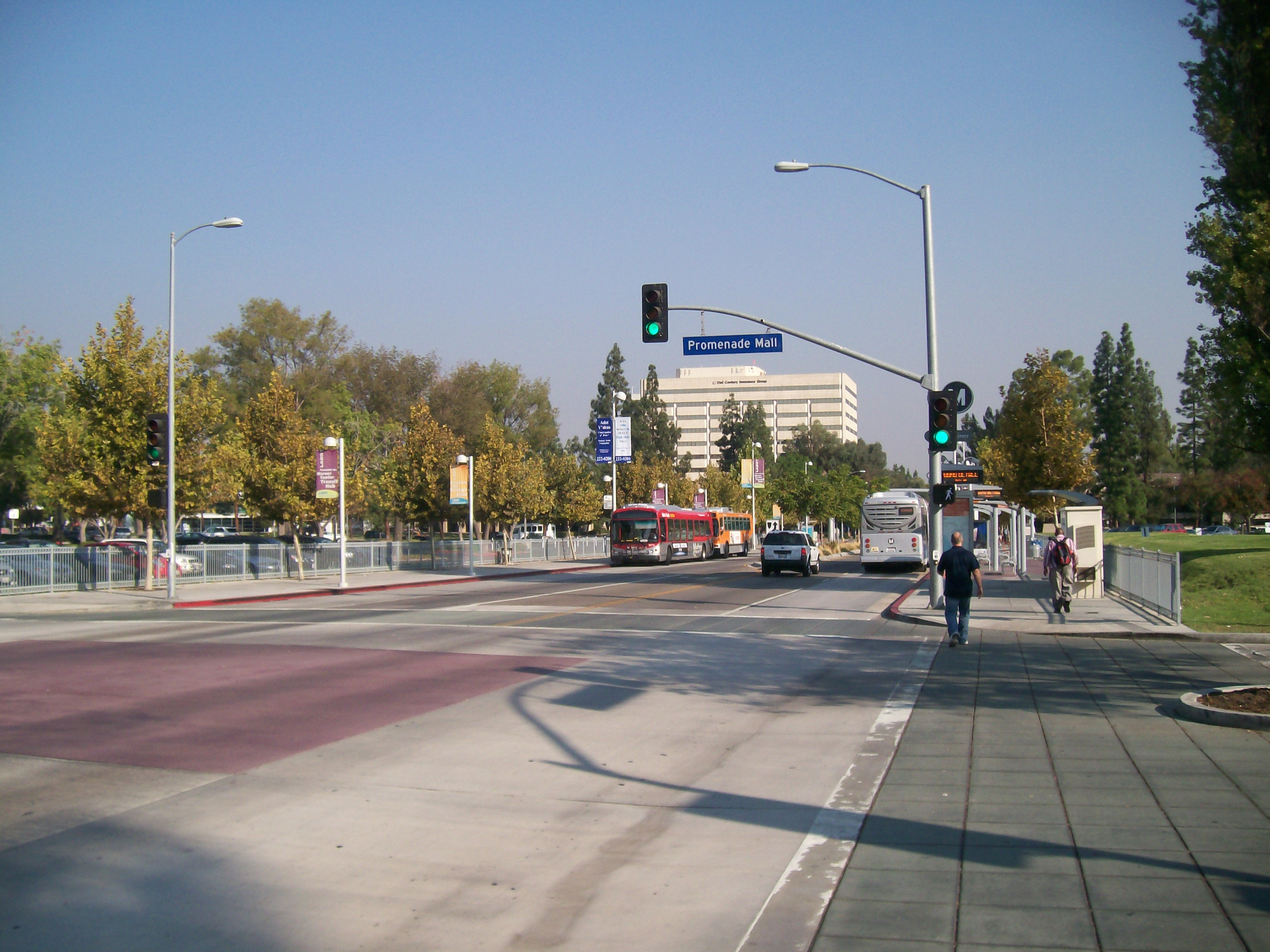
로스앤젤레스 LACMTA의 워너센터 트래짓 허브에서 버스들이 잠시 체류 중이다.

레이오버(layover)는 예정된 교통상황에서 승객들이 차량을 갈아탈 가능성이 있는, 차량이 잠시 정차하는 시점이다. 대중 교통에서는 보통 여객 터미널에서 수분이 소요된다. 레이오버가 더 긴 편인 항공 여행에서 승객들은 항공기를 빠져나와 터미널에서 대기하며 그밖의 장소로 떠나는 다른 항공기로 탑승하는 경우도 있다.
스톱오버(stopover)는 기간이 더 긴 레이오버(layover)의 한 형태이며, 관광이나 야간숙박을 위해 교통 시스템을 떠나는 시간을 허용한다. 이에 따라 단기체류의 의미를 갖기도 한다.

## 역사
역사적으로 역참은 역마차를 끄는 말을 쉬게 하거나 바꾸는 시설이었다. 일반적으로 승객에게는 간단한 식사가 제공되었고, 공중화장실도 이용할 수 있었다. 외딴 곳에서는 기본적인 숙박 시설도 제공되기도 했다.

## 대중교통
대중교통에서의 레이오버는 차량과 운전자가 터미널 간 운행 사이의 정기적인 휴지 시간이다. 스케줄에 포함된 이 짧은 회복 시간은 일반적으로 다음과 같은 이유 중 하나 이상을 위해 사용된다: 지연 복구, 운전자 휴식 제공, 그리고/또는 운전자 교대 시간 확보. 실제로는 "회복 시간"과 "레이오버"라는 용어가 스케줄에서 동일한 시간 블록을 정의하지만, 기술적으로 회복 시간은 차량이 스케줄보다 지연되는 것을 보상하기 위한 것이고(지연은 이전 교통 체증 또는 과도한 탑승 시간으로 인해 발생할 수 있음), 레이오버 시간은 운전자가 휴식을 취하기 위한 것이며, 이는 대중교통 기관 또는 노동 조합 규정에 의해 규정된다. 버스 차량의 전철화에 따라 대중교통 시스템은 '레이오버 충전' 스테이션의 필요성도 고려해야 한다. 이러한 스테이션은 전기 버스가 노선을 완료한 후 운전자가 필수 휴식을 취하는 동안 배터리를 부분적으로 충전할 수 있도록 한다.
차량 운행의 끝에 사용되는 것 외에도, 레이오버는 운행 중 타이밍 포인트에 맞춰 예정될 수 있으며, 이 경우 종종 승하차 시간으로 불린다. 이 경우 승객의 승하차를 위해 추가 시간이 제공되며, 이는 가장 혼잡한 정류장에서 자주 예정된다. 또한 서비스가 일찍 운행되는 경우 시간이 지나도록 허용하여 예정된 시간보다 일찍 타이밍 포인트에 도착하는 것을 방지한다.

## 장거리 열차 및 버스
열차 또는 시외 버스를 이용한 장거리 여행에서 레이오버는 승객이 여러 차량을 이용하는 여행에서 또는 교통수단을 변경하는 동안 차량 사이에서 쉬어야 하는 휴식이다. 이는 한 차량에서 내린 후 다음 차량에 탑승하기 위해 터미널 또는 허브에서 대기하는 시간을 의미한다. 많은 도시간 및 국제 여행에는 레이오버가 포함된다.
대중교통과 마찬가지로 장거리 여행에서의 레이오버는 운전자가 휴식을 취할 수 있도록 제공될 수 있다. 차량은 노선을 마친 후 회송 여행을 기다리거나, 승무원 교체를 위해 휴식을 취하거나, 승무원이 휴식을 취하기 위해 정차한다고 말한다.

## 항공
항공 여행에서 정차 또는 환승(한 비행기에서 다른 비행기로)은 특정 최대 허용 연결 시간까지 레이오버 또는 연결로 간주되는 반면, 소위 스톱오버는 비행 여정에서 상당히 긴 휴식을 의미한다. 승무원의 경우 '레이오버'는 일반적으로 비행 사이의 더 길고 보통 하룻밤 동안의 휴식을 나타낸다.
허브 앤 스포크 네트워크 운영을 채택하는 항공사의 경우, 허브 공항에서의 레이오버는 여행 경험의 필수적인 측면이다. 레이오버는 총 여행 시간을 증가시키기 때문에 레이오버의 필요성과 길이는 승객의 구매 결정에 큰 영향을 미칠 수 있다. 최대 시간은 많은 변수에 따라 다르지만, 대부분의 미국 및 캐나다 여정의 경우 4시간이며, 대부분의 국제 여정(국내 정차 포함)의 경우 24시간이다.
허브 앤 스포크 네트워크 내에서 레이오버 시간을 결정할 때 항공사는 공항 혼잡과 승객의 기대 등 여러 요소를 고려해야 한다. 레이오버 동안 항공기는 연료를 공급받고, 객실은 청소되며, 물품은 보충되어야 한다. 레이오버는 또한 승무원 교대, 유지 보수 점검, 그리고 필요할 때 사소한 수리를 허용한다. 전통적으로 항공사는 총 여행 시간이 승객에게 중요한 고려 사항이라는 가정 때문에 레이오버 시간을 최소화하려고 노력해 왔다. 그러나 이는 항공사 승무원과 공항 운영 모두에 부담을 주어 비용과 지상 혼잡을 증가시킬 수 있다. 승객의 경우 레이오버 시간이 너무 짧으면 환승 비행기를 놓치거나 비행기 사이를 서둘러야 할 위험이 커져 그러한 비행이 덜 바람직할 수 있다.
일부 공항은 체육관, 요가 스튜디오, 영화관, 고급 레스토랑과 같이 긴 레이오버를 가진 여행객을 위한 편의 시설을 갖추고 있다.
2000년대 초반, 장거리 여행객을 대상으로 스톱오버 마케팅이 증가했으며, 여행자의 출발지와 최종 목적지 사이의 경유지에서 하룻밤 또는 그 이상의 중도 휴식을 제공하는 데 중점을 두었다. 이러한 스톱오버는 종종 항공사, 공항, 관광 단체 간의 파트너십으로 개발된다. 승객은 여행 물류 및 비용, 다른 목적지를 방문할 기회 또는 여행 중 "미니 휴가"를 갖기 위해 다양한 이유로 여정에 스톱오버를 포함할 수 있다.

## 같이 보기
- 버스 터미널
- 교통 허브
- 역참